# Aaron Slight

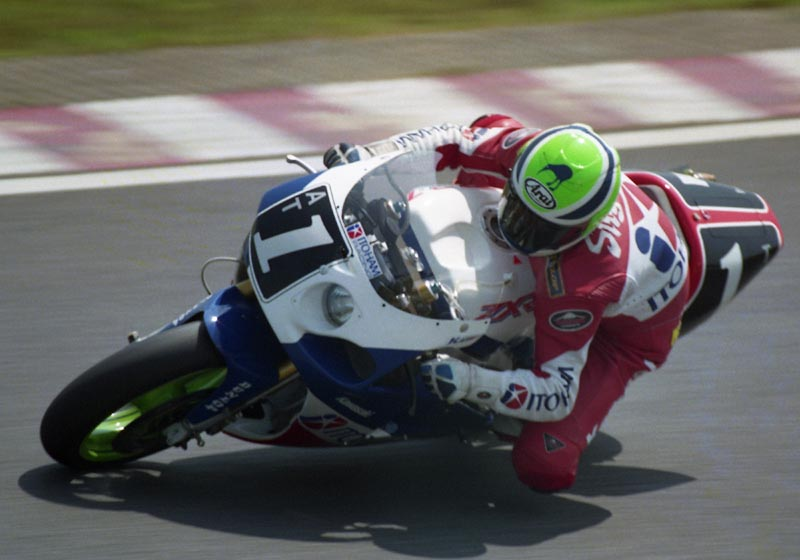
Slight auf Kawasaki beim 8-Stunden-Rennen von Suzuka 1993

Aaron Tony Slight, MNZM (* 19. Januar 1966 in Masterton, Neuseeland) ist ein ehemaliger neuseeländischer Motorradrennfahrer.

## Leben
Bereits im Alter von zwölf Jahren fuhr Aaron Slight Motocrossrennen. Ab 1984 nahm er an Straßenrennen teil. Nach den ersten Siegen und dem Meistertitel in der neuseeländischen 250-cm³-Meisterschaft auf Yamaha wechselte Aaron Slight 1988 in den Profi-Rennsport. 1989 war er der Teamkollege von Rob Phillis in der australischen Superbike-Meisterschaft, die er als Dritter abschloss. In diesem Jahr fuhr Slight beim Lauf in seinem Heimatland auch seinen ersten Wildcard-Einsatz in der Superbike-Weltmeisterschaft und konnte bereits im ersten Rennen als Zweiter aufs Podium steigen. 1990 verbrachte er die meiste Zeit in der Rehabilitation, da er sich bei einem Unfall auf der Rennstrecke im japanischen Sugo die rechte Hand verletzt hatte.
1992 gelang Aaron Slight auf der Strecke von Albacete in Spanien sein erster Sieg in der Superbike-WM. 1993 fuhr er zusammen mit Scott Russell im offiziellen Kawasaki-Werksteam (Muzzy Kawasaki Team). Mit Russell gewann Slight in diesem Jahr auch das 8-Stunden-Rennen von Suzuka. Diesen Erfolg konnte er in den beiden folgenden Jahren auf Honda wiederholen. Slight ist somit bisher der einzige Fahrer, der dieses Rennen dreimal hintereinander mit verschiedenen Teampartnern gewinnen konnte.
Ab 1994 startete Aaron Slight auf Honda für das offizielle Werksteam Castrol Honda. In den folgenden Jahren belegte er jeweils vordere Plätze in der Gesamtwertung, allerdings ohne jemals die Weltmeisterschaft gewinnen zu können. 1998 fehlten ihm nur 5,5 Punkte auf Carl Fogarty. In diesem Jahr fuhr Slight auch das erste Mal mit seiner Lieblingsstartnummer 111. Während seiner Zeit im Castrol Honda-Team hatte Aaron Slight berühmte Teamkollegen wie Carl Fogarty (1996), John Kocinski (1997) und Colin Edwards (1998 bis 2000).
Das Jahr 2000 begann nicht gut. Einen Monat nach seinem 34. Geburtstag brach er beim Vorsaisontest zur Superbike-WM in Phillip Island zusammen. Im Krankenhaus wurde ein lebensbedrohendes Blutgerinnsel an der Rückseite seines Gehirns festgestellt, das entfernt werden konnte. Die Ärzte gaben keine Garantie dafür, dass er je wieder vollkommen gesund werden und Motorradrennen bestreiten könnte. Dennoch war er zwölf Wochen nach seiner Gehirnoperation wieder auf der Rennstrecke. Er verpasste drei Rennwochenenden und wurde Achter der Gesamtwertung dieses Jahres. Am Saisonende wurde Slight bei Castrol Honda schließlich ausgemustert.
Ab 2001 fuhr er in verschiedenen Automobilrennserien wie der British Touring Car Championship, der Stock Car Speed Association (ASCAR) und der British GT Championship mit. 2001 veröffentlichte er seine Autobiographie.

## Sportliche Erfolge
| Jahr | Erfolge |
| ---- | --- |
| 1984 | - Neuseeländische 250-cm³-Meisterschaft: erstes Rennen und erster Sieg auf Yamaha – Strecke: Manfeild, Neuseeland |
| 1987 | - Neuseeländische 250-cm³-Meisterschaft: Meister auf Yamaha |
| 1989 | - Australian Superbike Championship: 3. Platz auf Kawasaki - Superbike-WM: 2. Platz beim Wildcard-Einsatz auf der Strecke Manfeild, Neuseeland                                                                                    |
| 1990 | - Superbike-WM: 3. Platz beim Wildcard-Einsatz auf der Strecke Manfield, Neuseeland |
| 1991 | - Australian Superbike Championship: Meister auf Kawasaki - Pan-Pacific Superbike Championship: Meister auf Kawasaki - Superbike-WM: 3. Platz bei Wildcard-Einsätzen jeweils auf der Strecke Sugo, Japan und Manfeild, Neuseeland |
| 1992 | - Superbike-WM: 6. Platz auf Kawasaki, 249 Punkte (1 Siege, 6 Podien, 4 schnellste Rennrunden) |
| 1993 | - Superbike-WM: 3. Platz auf Kawasaki, 316 Punkte (1 Siege, 10 Podiums, 2 Pole-Positionen, 2 schnellste Rennrunden) - 8-Stunden-Rennen von Suzuka: Sieger mit Scott Russell auf Kawasaki ZXR-7                                    |
| 1994 | - Superbike-WM: 3. Platz auf Honda, 277 Punkte (10 Podien) - 8-Stunden-Rennen von Suzuka: Sieger mit Doug Polen auf Honda RVF 750 RC45                                                                                            |
| 1995 | - Superbike-WM: 3. Platz auf Honda, 323 Punkte (2 Siege, 11 Podien, 2 Pole-Positionen, 2 schnellste Rennrunden) - 8-Stunden-Rennen von Suzuka: Sieger mit Tadayuki Okada auf Honda RVF 750 RC45                                   |
| 1996 | - Superbike-WM: 2. Platz auf Honda, 347 Punkte (1 Siege, 13 Podien, 4 schnellste Rennrunden) |
| 1997 | - Superbike-WM: 3. Platz auf Honda, 343 Punkte (3 Siege, 11 Podien, 1 Pole-Positionen, 1 schnellste Rennrunden) |
| 1998 | - Superbike-WM: 2. Platz auf Honda, 347 Punkte (5 Siege, 10 Podien, 2 Pole-Positionen, 8 schnellste Rennrunden) |
| 1999 | - Superbike-WM: 4. Platz auf Honda, 323 Punkte (12 Podien, 1 Pole-Positionen, 2 schnellste Rennrunden) |
| 2000 | - Superbike-WM: 8. Platz auf Honda, 153 Punkte |